# Rhamphomyia longicauda
Rhamphomyia longicauda is een vliegensoort uit de familie van de dansvliegen (Empididae). De wetenschappelijke naam van de soort is voor het eerst geldig gepubliceerd in 1861 door Loew.